# Parafia Najświętszego Serca Pana Jezusa w Ipswich
Parafia Najświętszego Serca Pana Jezusa w Ipswich (ang. Sacred Heart Parish) – parafia rzymskokatolicka położona w Ipswich w stanie Massachusetts w Stanach Zjednoczonych.
Była jedną z wielu etnicznych, polonijnych parafii rzymskokatolickich w Nowej Anglii z mszą św. w j. polskim dla polskich imigrantów.
Parafia dedykowana Najświętszemu Sercu Pana Jezusa.
Ustanowiona w 1908 roku. Zamknięta 25 kwietnia 1999 roku.
Budynek zachowano w oryginalnej konstrukcji, ale wewnątrz został zamieniony w luksusowe apartamenty.